# Subbelba elisae
Subbelba elisae är en kvalsterart som beskrevs av Pérez-Íñigo 1972. Subbelba elisae ingår i släktet Subbelba och familjen Damaeidae.

## Underarter
Arten delas in i följande underarter:
- S. e. elisae
- S. e. fuerteventurae
- S. e. grancanariae